# Häbbersliden
Häbbersliden (1957–2017 stavat Hebbersliden, dessförinnan Härbergsliden) är en by i övre Kågedalen i Skellefteå kommun. Byn ligger vid Häbbersbäcken, som är ett biflöde till Kågeälven cirka 40 kilometer nordväst om Skellefteå.
I närheten av samhället ligger naturreservat Blylodmyran. I byn finns en byaförening som bland annat ansvarar för Häbberslidens byagård, höst- och vårfest, valborgs- och midsommarfirande och liknande.

## Historia
Byn grundades under 1800-talet, samma period som de närliggande nybyggena  Häbbersnäs och Häbbersholm. Det var nybyggaren Anders Jonsson (1757–1830) från Nyträsk, ursprungligen Skråmträsk, som ville bygga. Nedanför bostaden fanns åkermark bestående av sand- och lermylla. År 1899 öppnade Johan Forslund en affär i Häbbersliden. Den togs senare över av Coop. Forslund, som var duktig på skog och byggnationer, lär ha "byggt upp halva Häbbersliden".